# Radu Mihnea
Radu Mihnea fou un Voivoda (Príncep) de Valàquia entre els anys 1601 i 1602, entre els anys 1611 i 1616 i Voivoda de Moldàvia entre els anys 1616 i 1619 i 1623 i 1626.

## Orígens familiars i ascens polític
Radu Mihnea va néixer vers l'any 1585 essent fill il·legítim del Voivoda valac Mihnea Turcitul. Els seus primers anys els va passar lluny de Valàquia, a Capodistria, al Mont Atos on va realitzar els seus estudis i a Venècia, rebent una educació per part dels otomans per part de garantir que esdevingués un ferm aliat seu.
L'agost de l'any 1601 amb la desaparició definitiva de Miquel el Valent del tron valac i l'invassió de Valàquia pels polonesos, que instauraven al tron a Simeó Movilă va tenir la primera oportunitat de prendre el control del voivodat valac, ja que en el suport dels otomans aconseguia fer fora al pretendent polonès. Però només uns mesos després havia de ser Radu qui fugia en entrar de nou Simeó a Valàquia amb imponent exèrcit per reinstaurar-se, tot i que aquest regnat seria també molt breu.

## Voivoda de Valàquia
Radu Mihnea va seguir al servei dels otomans ja fora com a espia a Venècia o a altres indrets, fins que l'any 1611 fou cridat de nou pels otomans perquè ocupés el tron de Valàquia, ja que aquest Principat havia estat ocupat per les tropes del Voivoda transsilvà Gabriel Bathory que lluitaven contra les del Voivoda valac Radu Serban, així al març va ser proclamat de nou Voivoda, però només dos mesos més tard havia de fugir cap al sud, perquè el seu predecessor Radu Serban amb l'ajut dels imperials recuperava el poder.
Aquest cop l'espera fou més curta, ja que al setembre d'aquell mateix any i amb el suport de les tropes otomanes tornava a prendre el control de Valàquia, desplaçant definitivament a Radu Serban del capdavant del Principat.
Així al setembre de 1611 començava el seu període més llarg governant Valàquia durant el qual va intentar recuperar la pau i estabilitat interior, refer l'economia molt malmesa per la guerra, a la vegada que conjuntament als otomans esclafava qualsevol intent de revolta contra els otomans o el seu domini ja fos per part d'antics partidaris de Miquel el Valent o Radu Serban, així com aquells que volien un apropament del Principat a Polònia. En aquest sentit s'ha de destacar que fou un governador eficaç, que va aconseguir apaivagar les lluites internes, a l'hora que situava a Valàquia com un dels ferms aliats del Sultà.
En un altre sentit s'ha d'indicar que la seva consolidació al capdavant de Valàquia va anar acompanyat d'una reafirmació de la posició dels otomans dins dels Principats Romanesos, ja que un protegit d'aquests aconseguia el control de Moldàvia el mateix any 1611. Esteve Tomşa II derrocava al protegit de Polònia, Constantin Movilă fent de nou a la Sublim Porta el gran dominador de la regió.

## Intervenció de Polònia i Voivoda de Moldàvia
Aquesta situació no es va poder mantenir més enllà de 1615 quan Polònia va intentar recuperar la seva influència a la regió, motiu pel qual va intervinir decididament a Moldàvia i a Valàquia. En primer lloc Esteve Tomşa II era derrocat del tron moldau i es col·locava en el seu lloc a un germà de Constantin, Alexandre Movilă. A més els polonesos avançaven i aconseguia el control de Valàquia obligant a fugir a Radu Mihnea i col·locaven en el seu lloc a Gabriel Movilă.
Però els otomans estaven encara més decidits a recuperar el control dels Principats perduts i donaven a Radu Mihnea les tropes i els mitjans per marxar contra els polonesos i els seus aliats. Així el mateix 1616 obligava a Gabriel Movilă a fugir de Valàquia, recuperant el tron col·locant en el mateix a Alexandre Iliaş i marxant ell personalment vers Moldàvia per enfrontar-se amb les tropes poloneses i Alexandre Movilă, però aquest era fet presoner pels tàtars prop del riu Dnièster fet que aplanava el camí a Radu Mihnea a l'agost de l'any 1616 per ser nomenat Voivoda de Moldàvia.

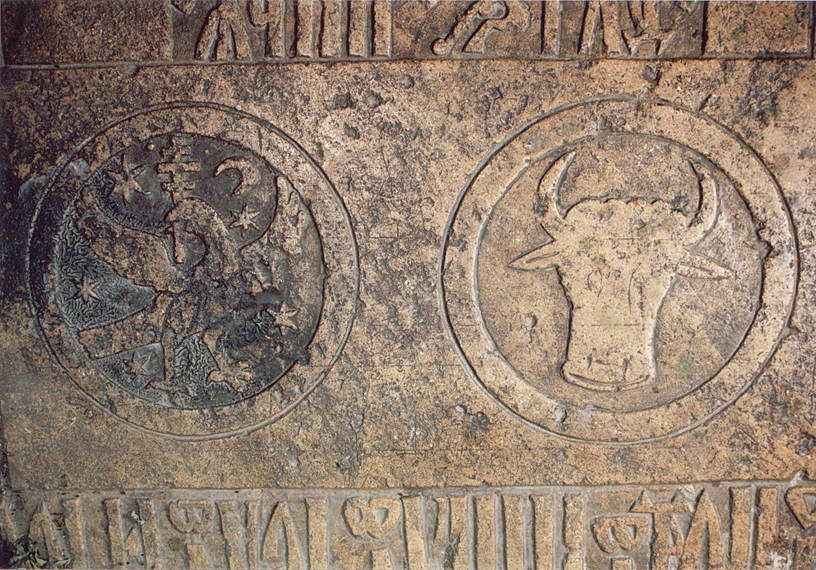
Tomba de Radu Mihnea on es poden observar els dos escuts d'armes de Valàquia i Moldàvia

Al capdavant de Moldàvia va intentar seguir la mateixa política de pacificació i eliminació de qualsevol enemic interior, però l'explosiva situació d'aquest principat, que era en part ocupat pels senyors de la guerra locals, així com una conspiració dels grecs presents a la cort va fer que caigués en desgràcia davant del Sultà i fos deposat el febrer de 1619, essent substituït per Gaspar Graziani.

## Retorn i llegat
L'agost de 1620 els otomans tornaren a recórrer al seu vell aliat, encarregant-li la recuperació del tron valac que en aquell moment havia recuperat Gabriel Movilă amb ajut dels polonesos. Un cop al capdavant del Voivodat de Valàquia es va començar a plantejar la possibilitat de fer una unió de facto dels dos Principats, unió que hauria de tenir l'autorització dels otomans i que serviria per garantir la seva presència i domini de la regió. Així a l'agost de 1623 l'autoritzaven a abdicar en la figura del seu fill, Alexandre Coconul que era nomenat nou Voivoda de Valàquia i aconseguia el control del Voivodat de Moldàvia, desplaçant del tron a Esteve Tomşa II que estava buscant una entesa amb els polonesos. Radu Mihnea va estar al capdavant del tron moldau fins al seu traspàs el 13 de gener de 1626, essent aquest un període on va governar de facto els dos Principats.
Les seves restes es troben al monestir de Radu Voda a Bucarest que havia contribuït a restaurar. S'hi veu encara a la seva làpida les armes dels dos Principats Romanesos que va governar.
Del seu matrimoni amb la grega Arghira va tenir Quatre fills dels quals destaquen:
- Alexandre Coconul, Voivoda de Valàquia i de Moldàvia
- Mihnea III Radu, Voivoda de Valàquia